# Motorhispania

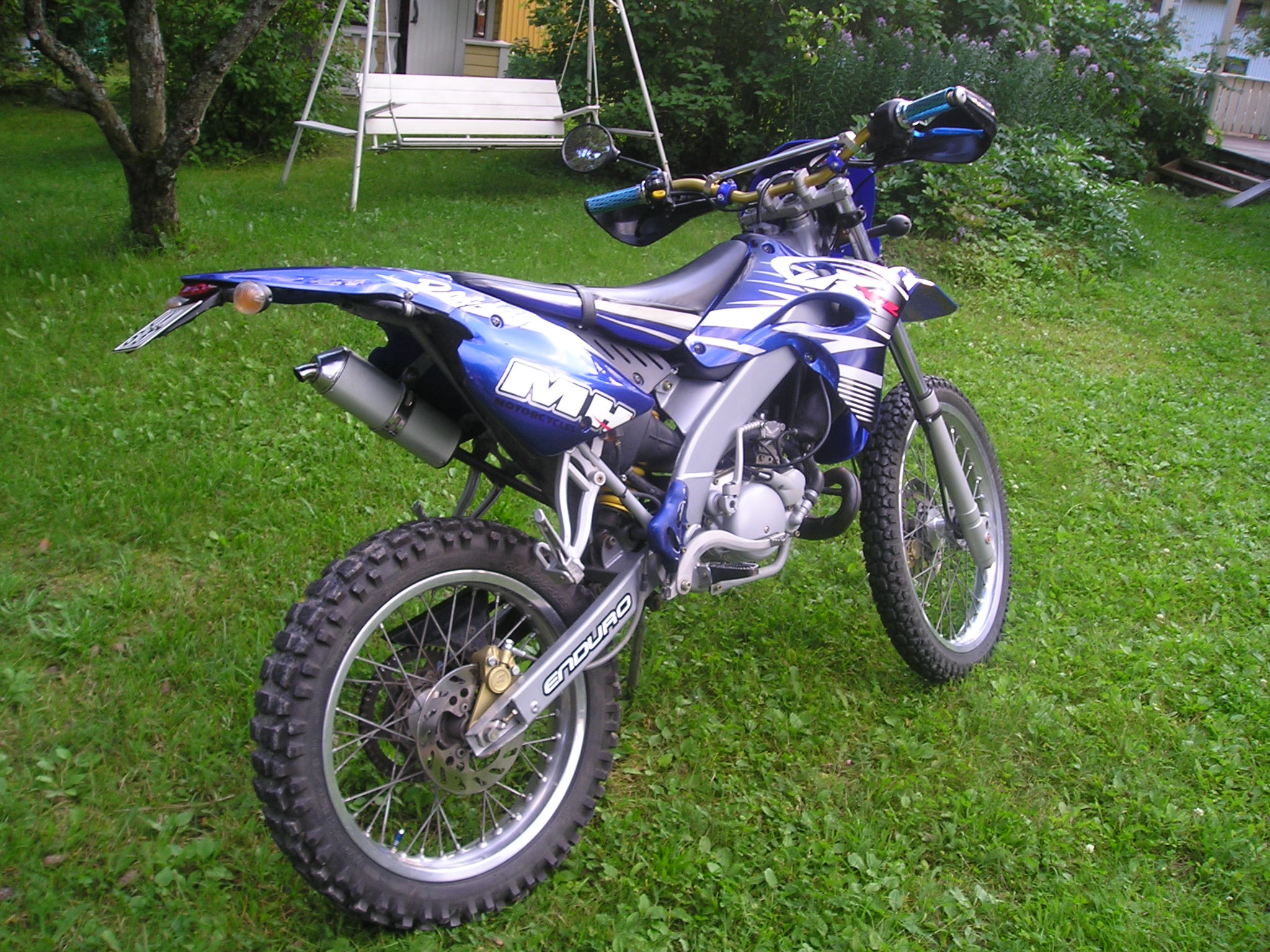
Motorhispania RYZ.

Motorhispania är en spansk tillverkare av mopeder och motorcyklar. Motorhispania använder sig av den väl beprövade Minarelli AM6-motorn. Motorhispania har på senare år blivit ett av de större mopedmärkena i Sverige. Orsaken sägs av många vara den egensinniga och rosade designen. Motorhispania Furia har ett relativt brett utbud av färger bl.a.: röd/grön/blå/orange/gul/svart/. 
Motorhispania finns i olika modeller, RYZ, Furia, Urban Bike. Det finns ekerfälgar och i SM fälgar (gjutna fälgar). 
Motorhispania är väldigt lik Derbi, Reiju m.m. De använder samma motor och har i stort sett samma utseende.  